# Diplazium kashmirianum
Diplazium kashmirianum är en majbräkenväxtart som beskrevs av Fraser-jenk.
Diplazium kashmirianum ingår i släktet Diplazium och familjen Athyriaceae. Inga underarter finns listade i Catalogue of Life.